# Leon Henderson
Leon Henderson, född den 26 maj 1895 i Millville, New Jersey, död den 19 oktober 1986, var en amerikansk ekonom.
Leon Henderson var expert i ett stort antal statliga kommittéer, tillhörde det demokratiska partiet och var ekonomisk rådgivare åt flera av Franklin D. Roosevelts New Deal-organ 1934–1935. Då den stora monopolutredningskommittén, Temporary National Economic Committee, tillsattes 1938, blev Henderson dess huvudsekreterare. Han planlade utredningen men lämnade den 1939 då han blev medlem av federala försvarsrådet. Under andra världskriget var Henderson direktör i den amerikanska priskontrollnämnden.